# Ravlunda Kirke
Ravlunda Kirke (svensk Ravlunda kyrka) er en kirke i det sydøstlige Skåne. Kirken blev opført omkring 1200. I 1400-tallet kom tårnet til. I kirkens indre findes kalkmalerier fra 1200- og 1500-tallet. Alteret dateres til 1592. Prædikestolen fra 1618 har en dansk indskrift. Over prædikestolens dør ses Christian 4.s monogram. 
Under korbuen ses en indskrift over Kalmarkrigen (1611-13) med følgende tekst:
"Anno 1612. Den 4. februar kom de svenske ind i Giønge herred der brende røffuede oc ødelagde ved fem- eller seksogtyve kirkesogne: den 8. februari brende Væ: den 11. dag blev de tappert igen besøgte af vor konges folk antastede på Visse sø både ihjelslagne og druknede nogle tyve hundrede mænd og mistede deres bytte: som de havde taget. C.M.V."